# 年中行事歌合
年中行事歌合（ねんじゅうぎょうじうたあわせ）とは、貞和5年12月22日（1350年1月30日）に北朝関白二条良基主催で開かれた五十番歌合のこと。公事五十番歌合・公事百首とも。

## 概要
摂関家における歌合で記録に残るものでは、建治元年（1275年）の一条実経による摂政家月十首歌合以来のものであり、また従来ほとんど例が無かった宮中の儀式・習慣・故実を題材とした点でも知られている。当時は南北朝の内乱期であり、公事や朝儀は振るわず、歌道もその影響を受けた。そのような中で有職故実の大家であり、連歌の発展に尽力した良基がその両方の振興を図るべく企画したものであった。
判者は冷泉為秀、判詞執筆は二条良基が担当した。参加者はこの他に良基の2子である二条師良・二条師嗣、猶子四辻善成、叔父今小路良冬、五条為邦、松殿忠嗣、今川貞世、吉田兼煕、冷泉為邦（為秀の子）、東坊城長綱・秀長親子、宗久、頓阿・経賢親子、安倍宗時・羽淵宗信・丹波嗣長・丹波守長・鷹司忠頼・月輪家尹・頓乗（中御門俊顕）・薀堅（武藤為用）の計23名でいずれも良基の一族・家司・側近や和歌・連歌を通じて交際のある武士・僧侶で、多くが二条派・京極派に属している。
前例の無い題材での和歌の会合であったために歌合の形式で開催され、また良基と参加者との連絡役には四辻善成・松殿忠嗣らがあたり、参加者には事前に歌う題材について割り当てられ、歌合の2日前には歌が良基の元に歌が届けられ、当日に発表される形式が採られたという。
1-35番までの70句は四季の年中行事を、36-43番左までの17句は内裏殿舎にちなんだ「恋」の句、43番右-50番までの13句は宣命・行幸・牛車など宮中に関する事物を扱った「雑」の句という構成になっている。
歌合の句と良基の題材の解説及び判詞は、中世・近世を通じて有職故実書としても重んじられて書写・流布されたため、現在知られている物だけで80の伝本が存在している。また、良基の孫にあたる一条兼良の『公事根源』を年中行事歌合の解説書であるという説も安藤為章や斎藤万古刀によって唱えられた。『公事根源』には『年中行事歌合』から引用されたと見られる記述も見られるものの、『江家次第』や『建武年中行事』が出典と考えられる記述も存在しており、あくまでも『年中行事歌合』は主要な参考文献の1つであったと考えられている。